# Ли Дюн Су
Ли Дюн Су (11 декабря 1914 года, Корея — 22 сентября 1970 года) — агроном колхоза имени Энгельса Нижне-Чирчикского района Ташкентской области, Узбекская ССР. Герой Социалистического Труда (1953).

## Биография
Родился в 1914 году в крестьянской семье в Корее. Позднее вместе с родственниками эмигрировал в Приморскую область Российской империи.
С 1932 года — учитель начальной школы, с 1936 года — заведующий начальной корейской школы в бухте Тинчэн Буддёновского района.
В 1937 году депортирован на спецпоселение в Западно-Казахстанскую область, Казахская ССР. С 1937 года — заведующий начальной школы в селе Кудряшево Денгизского района.
После окончания в 1939 году Гурьевского педагогического техникума переехал в Узбекскую ССР. Трудился рядовым колхозником, звеньевым, бригадиром в колхозе имени Будённого Нижне-Чирчикского района Ташкентской области(1939—1942). В 1941 году вступил в ВКП(б). В 1943 году избран председателем колхоза «Путь к социализму» Нижне-Чирчикского района. С 1951 года — полевод в этом же колхозе.
В 1951 году окончил агрономические курсы при Ташкентском сельскохозяйственном институте, после которых до 1967 года работал агрономом в колхозе имени Энгельса Нижне-Чирчикского района. Внедрил передовые агрономические методы при выращивании кенафа и джута. Благодаря его деятельности колхоз в 1953 году сдал государству в среднем с каждого гектара по 63,5 центнеров зеленцового стебля джута на общей площади 221,2 гектара. Указом Президиума Верховного Совета СССР от 21 декабря 1953 года удостоен звания Героя Социалистического Труда с вручением ордена Ленина и золотой медали «Серп и Молот».
В 1955 году участвовал во Всесоюзной выставке ВДНХ. В 1964 году окончил Ташкентский сельскохозяйственный техникум по специальности «агроном-полевод».
Избирался депутатом Солдатского сельского совета Нижне-Чирчикского района (1963), Кировского кишлачного совета Аккурганского района (1969).
Скончался в сентябре 1970 года. Похоронен на кладбище бывшего колхоза имени Энгельса Нижне-Чирчикского района (сегодня — Аккурганский район).
Награды
- Герой Социалистического Труда
- Орден Ленина
- Медаль «За доблестный труд в Великой Отечественной войне 1941—1945 гг.»